# Mont Vultur
Le mont Vultur, en italien Monte Vulture, est un volcan éteint de la Basilicate, en Italie. Situé dans la province de Potenza, il culmine à 1 326 mètres, et donne son nom à une importante région vinicole produisant un vin rouge dénommé Aglianico del Vulture.
Sous l'Antiquité, il séparait l'Apulie de la Lucanie.

## Histoire volcanique
Les premières éruptions, datées d'un million d'années, sont explosives et produisent de l'ignimbrite. Cette première phase cesse il y a environ 830 000 ans, quand l'activité volcanique prend un caractère mi-pyroclastique et mi-effusif qui permet aux coulées de lave de former le cône actuel il y a environ 500 000 ans. La caldeira de son sommet, appelée Valle dei Grigi, aurait été formée par l'effondrement d'une partie de la montagne comme cela a été observé en 1980 lors de l'éruption du mont Saint Helens, et en 1792 lors de l'éruption du mont Unzen.

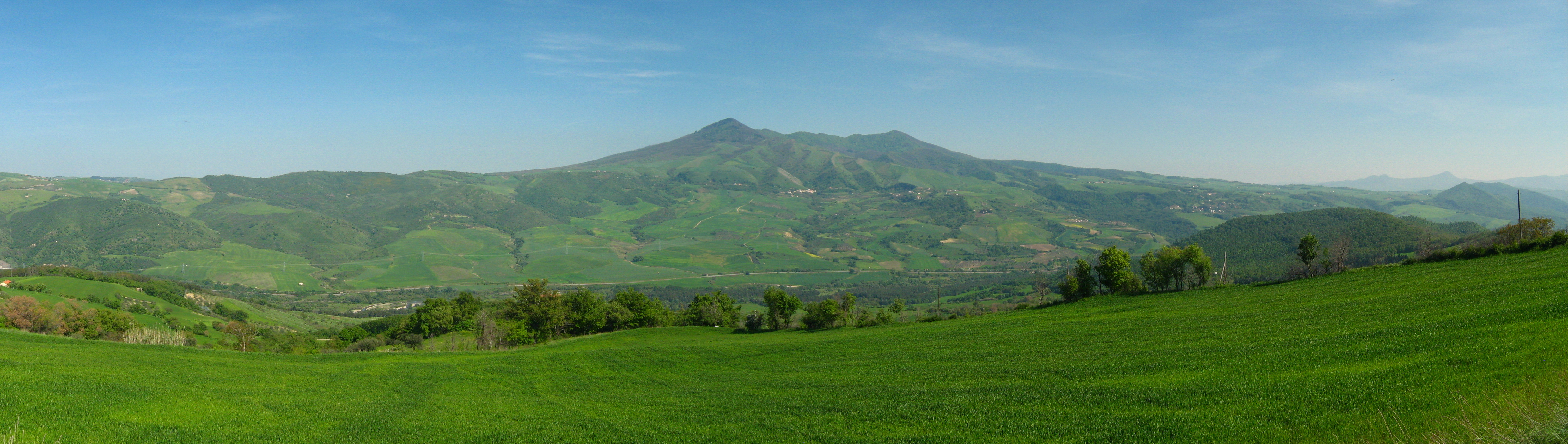
Panorama du mont Vultur.

La phase la plus récente voit la formation de dômes de lave dans le Valle dei Grigi. On pense que la dernière activité remonte à 40 000 ans, et aurait pris la forme d'explosions phréato-magmatique qui produisirent des maars et des petites coulées pyroclastiques. 